# 光明里福德宮
24°57′45″N 121°13′03″E / 24.962489°N 121.217439°E
光明里福德宮，舊名光慶祠，是位於臺灣桃園市中壢區光明里、光明公園內的土地祠，因原廟地被賣而遷至公園。

## 沿革

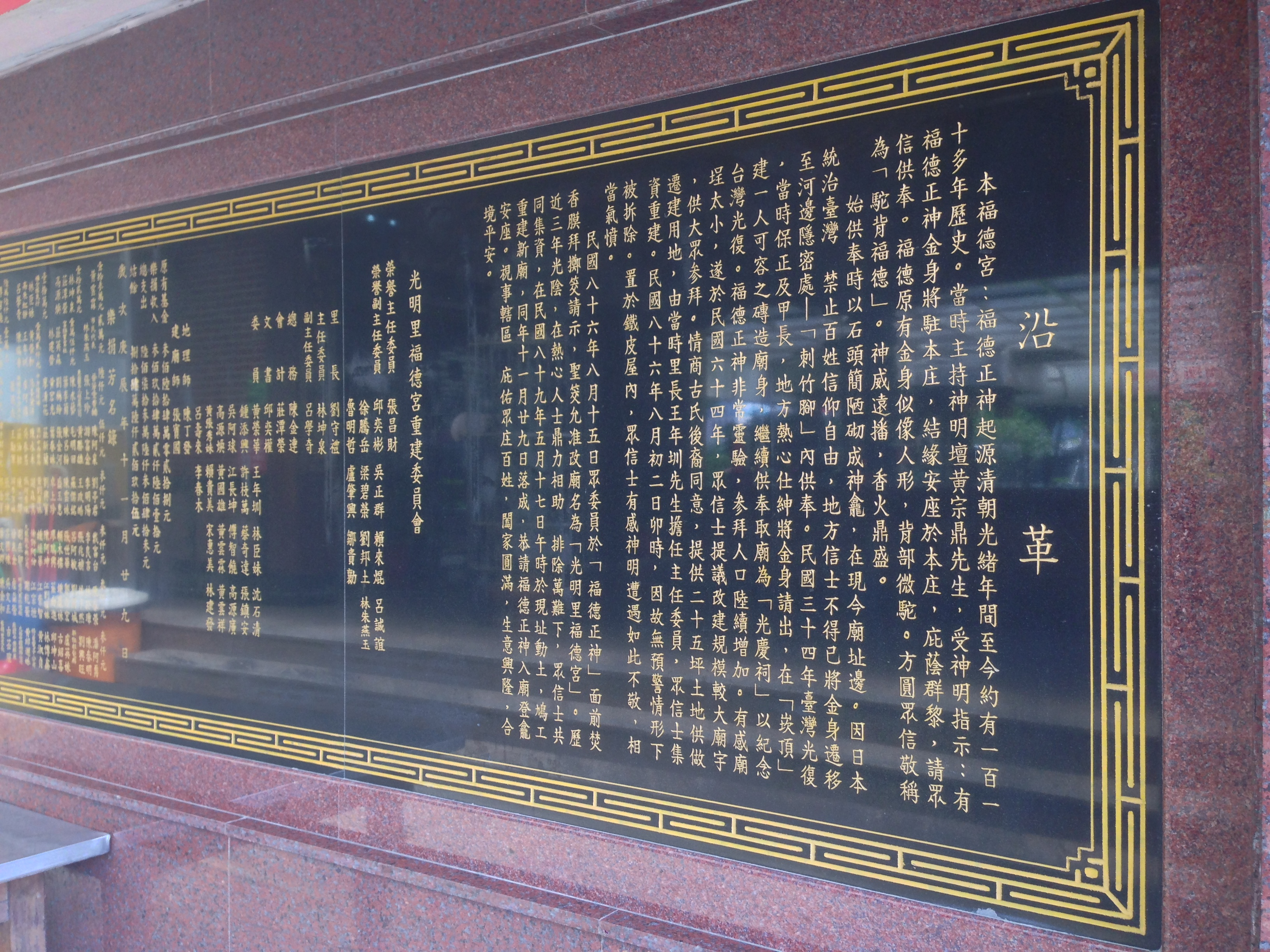
沿革寫原廟名為「光慶祠」，土地神稱為「駝背福德」。

此廟原位在中壢的義民路和民權路口間，在清治時期就已存在，以農曆二月初二為土地公生日。原先占地約25坪的廟地，為地主與附近里民口頭約定捐獻給廟宇使用，但隨著義民路拓寬，土地大幅增值，下一代的地主在1997年將廟地與附近土地轉賣。當時唐都建設公司疏忽廟宇早於約20年前地主即已捐給里民，未深入了解下即簽約。因遭到信徒抗議，建商多次協商後，達成支付新台幣500萬元作廟宇搬遷費。同年9月3日清晨5點，建商在尚未支付搬遷費情況下，急於興建房子，就先以怪手偷拆廟，引起光明里民眾抗議並向中壢警分局興國派出所告狀。數月前，唐都建設就因土地買賣地補償糾紛，在半夜拆除民宅而惹上官司。
接獲民眾檢舉的市公所，具狀指控建商擅自將神像搬至公九公園預定地。神像從公九公園改移到光輝街，稍後信徒嫌遠，再移回靠近義民路的民權路旁，僅搭鐵架棚供奉，二年搬了三次家。該地里長劉守禮認為土地公因無處容身而發火，因此臨時廟旁的大榕樹枯死。
在唐都建設開始付錢、與市公所及當地民眾三方已達成共識後，市公所向地方法院要求撤銷告訴。市公所同意用公九公園近新明路和義民路口的土地作廟地，佔地40餘坪，工程經費600餘萬元，於2000年6月19日動工興建，當日市長張昌財前來致賀。同年12月24日，舉行重建完工慶祝大會，由代理縣長許應深到場致賀。公九公園於次年動工，現改名為「光明公園」。